# 공인회계사
공인회계사(公認會計士, 영어: Certified Public Accountant, CPA)는 회계, 세무, 재무 등 회계에 관한 모든 업무를 담당하는 전문가로, 국가 자격시험 등에 의해 자격을 취득한다. 회계사의 주요업무는 한국 감사기준에 따른 회계감사, 한국판국제회계기준(K-IFRS)에 따른 회계업무, 인수합병 업무, 기업가치 평가,세무대리, 기장 등의 업무들을 수행한다. 1966년 8월 31일 이전에는 계리사라고 불렀지만 계리사법이 폐지되고 1966년 7월 15일 공인회계사법이 공포되면서 공인회계사가 그 업무를 대행하였다.

## 공인회계사 자격취득
각국의 회계기준의 차이로 인해 한 나라의 회계사자격이 다른 나라의 회계사자격으로 인정받지 못하는 경우가 있다. 하지만 지금은 IASB(International Accounting Standards Board)에서 제정한 국제회계기준인 IFRS(International Financial Reporting Standards)를 많은 나라에서 도입.채택하고 있으며, 많은 나라들이 타국의 회계사 자격증을 인정하려는 움직임을 보이고 있다.

### 미합중국CPA
미합중국공인회계사 시험은 National Association of State Boards of Accountancy(NASBA)에서 주관하며 American Institute of Certified Public Accountants(AICPA)기관이 위탁받아, Uniform Certified Public Accountant Examination (Uniform CPA Exam)를 시행한다. 현재는 미합중국 영토와 일본, 호주, 뉴질랜드에서 시험을 볼 수 있다. 미합중국의 공인회계사 시험인 Uniform CPA Exam은 FAR, AUDIT, REG, BEC의 총 4개 Section으로 구성되어 있으며 각 Section에서 각각 75점 이상을 얻어야만 합격증이 나온다. 하지만 시험에 합격한 즉시 주 정부 회계위원회(State Board of Accountancy)에서 라이센스를 받은 정식 회계사가 될 수는 없다. 시험 합격만으로는 업무대행 및 서명 권한 측면에서 자격증이 없는 일반 Accountant와 별반 차이가 없는 단계이다. 정식 회계사에게만 발급되는 CPA License는 US CPA 합격 후, US CPA License를 보유한 상사의 실질적인 지도하에 각 주별로 규정된 기간(California 주의 경우 Pathway 1,2 등 학점취득과 선수학점 이수 정도에 따라 수련과정이 1,2년으로 나뉨) 동안 수련을 하였는지를 심사하며, 반드시 직급상 상사가 아닌 동료일지라도 업무상 지도를 받았다면 일반적으로 수련으로 인정된다. 또한, 수련을 지도하는 회계사의 면허가 등록된 주와 본인의 CPA License를 신청하는 주가 달라도 무방하다. 2016년부터 AICPA 기관 주관으로 Uniform CPA Exam 시험 전과목을 합격했으나 미국 외 지역에서 근무하여 수련요건 충족이 어려운 시험합격자를 US CPA License 보유자와 연결시켜주는 서비스를 시작하기도 했다. 다만, 해당 서비스 이용자 빈도, 소요비용 및 성과 등에 대한 통계수치는 현재(2016년 12월 기준)까지는 구체적으로 알려진 바가 없다.
이후, 각 주 정부 회계위원회의 수련요건을 충족하고 각 주 정부가 인정한 윤리(Ethics) 시험을 통과할 경우 주 정부 회계위원회에 심사를 요청할 수 있다.
최초 시험을 어떤 주로 응시했었는지의 여부는 크게 중요하지 않으며, 시험 합격 후 Uniform CPA Exam을 통과한 기록을 타 주의 Board of Accountancy로 이전(Transfer) 시킬 수 있다. 단, 이전된 주의 면허 신청을 위해서는 해당 주의 수련과정 요건을 충족시켜야 한다. 일부 주에서는 회계감사(Audit) 수련경력이 없더라도 회계감사에 서명 가능한 면허를 발급하기도 하나, 캘리포니아주 등 면허요건이 까다로운 주의 경우, Attestation 자료에 서명 가능한 License (A) Type과 Attestation 이외의 업무에 대해서만 서명 자격이 있는 License (G) Type 등으로 면허 종류가 나뉜다. G Type 면허 취득 이후에 A Type의 감사 수련요건을 만족 시 License 전환 신청이 가능하다. CPA License 자체도 타주로 면허이전 신청이 가능하나, 캘리포니아, 뉴욕 등 면허요건이 까다로운 주로 이전 신청할 경우 해당 주 정부 회계위원회 심사과정 중 자격미달로 면허이전이 불허될 수도 있다.
미국 공인회계사 시험은 현재는 컴퓨터로 시험을 치르게 된다. 미국 공인회계사 시험구성 및 출제비중은 2004년도에 PBT에서 CBT로 변경이 되어 2011년에 e-CBT로 변경이 되었고 2017년에는 TBS(Task-Based Simulation)의 출제비중을 높인 새로운 방식으로 변경되었다. 2018년 4월 1일부터는 엑셀기능이 추가되었다.
- FAR(4시간): Intermediate Accounting, Advanced Accounting, Government Accounting
- AUD(4시간): Auditing, Professional responsibilities
- REG(4시간): U.S. Tax, U.S. Business Law
- BEC(4시간): Information & Technologies, Corporate Governance, Financial Management, Cost Accounting, Economics

미합중국의 공인회계사 시험은 대한민국 공인회계사 시험과 비교해 볼 때, 계산적인 면을 한국회계사 시험에서 더 많이 다루고 있다면, 미합중국회계사 시험은 내용적인 면과 기본이해, 개념, 논리구조에 대해서 더 많은 범위를 다루고 있는 편이다. 미합중국 내에서는 가장 권위있는 시험 중에 하나로 꼽히고 있다. 미합중국 외 인증받은 국가에서도 미합중국의 CPA 자격을 이용할 수 있다.

### 한국CPA
1차(객관식)와 2차(주관식) 시험 두 번의 시험으로 구성되어 있고 1차는 과락(40점) 없이 전 과목 평균 60점 이상을 받은 인원 중에서 제2차시험 최소선발예정인원의 2배수(동점자는 합격처리)를 합격처리하며, 2차는 재무회계는 150점 만점 중 90점 이상으로, 그리고 나머지 과목은 100점만점 중 60점 이상으로 통과해야 CPA의 자격이 주어진다.
- 1차시험 과목: 경영학, 경제학, 상법, 세법개론, 회계학(원가회계, 재무회계, 정부회계[2])
- 2차시험 과목: 세법, 재무관리, 회계감사, 원가회계, 재무회계

## 회계업무의 변화
1950년 계리사법이 공포되었으나 6·25전쟁이 끝난 후인 1954년 12월에 비로소 한국계리사회가 설립되었다. 1965년에 계리사법이 폐지되고, 1966년 7월 15일 공인회계사법이 공포됨에 따라, 공인회계사가 그 업무를 행하게 되었다.
1965년에 계리사법이 폐지되면서 세무대리의 모호한 상태로 유지하다가 1961년 9월 법률 제712호로 ＜세무사법＞이 제정되면서 공인회계사의 업무에서 세무대리업무만 할 수 있는 세무사가 탄생하였으며 공인회계사 자격을 취득하면 세무사 자격을 자동부여 받도록 하였다.
2012년 <세무사법>의 개정으로 인해 2012년 이후 공인회계사 시험 합격자는 공인회계사 자격으로 세무사 자격을 자동 부여받을 수 없게 되었으나 공인회계사는 세무사 자격을 부여받지 않더라도 <공인회계사법>에 의해 세무대리 업무를 하는 것이 가능하므로 공인회계사의 업무 범위 자체는 변동이 없다.

## 같이 보기
- 칙허회계사(chartered accountant)